# Tan-sia
Tan-sia (čínsky pchin-jinem dānxiá, znaky 丹霞) je krajinný typ, který lze nalézt v jihovýchodní, jihozápadní a severozápadní Číně. Krajiny jsou tvořeny červenými pískovci a slepenci vesměs křídového stáří, vyznačují se velkým počtem strmých útesů a skalních stěn, vzniklých jak endogenními (pohyby geologických vrstev) tak exogenními faktory (zvětrávání a eroze) faktory. Pojmenovány jsou podle hory Tan-sia-šan, na které byly geology poprvé zkoumány.
Roku 2010 bylo šest krajin tan-sia o celkové rozloze 821,5 km² zařazeno do světového dědictví UNESCO. Leží v různých provinciích jihovýchodní Číny od Kuej-čou po Če-ťiang: Čch’-šuej v Kuej-čou, Tchaj-ning ve Fu-ťienu, Lang-šan v Chu-nanu, Tan-sia-šan v Kuang-tungu, Lung-chu-šan v provincii Ťiang-si a Ťiang-lang-šan v Če-ťiangu.
U města Čang-jie v provincii Kan-su je místní krajina typu tan-sia chráněna státem jako národní geopark.